# Херцогство Бавария-Мюнхен
Херцогство Бавария-Мюнхен (на немски: Teilherzogtum Herzogtum Bayern-München, Oberbayern-München) е късно средновековно частично херцогство. Създава се чрез разделянето на територията през 1392 г. и съществува до обединението на Бавария след Ландсхутската наследствена война (1504/1505). Столица на херцозите бил град Мюнхен.

## Списък на херцозите
| Име         | Управление                                                                               | Произход           |
| ----------- | ---------------------------------------------------------------------------------------- | ------------------ |
| Йохан II    | до 1392 херцог на Бавария (отговаря за Горна Бавария) 1392–1397 херцог на Бавария-Мюнхен | син на Стефан II   |
| Ернст       | 1397–1438 херцог на Бавария-Мюнхен                                                       | син на Йохан II    |
| Вилхелм III | 1397–1435 херцог на Бавария-Мюнхен                                                       | син на Йохан II    |
| Адолф       | 1435–1441 номинално херцог на Бавария-Мюнхен                                             | син на Вилхелм III |
| Албрехт III | 1438–1460 херцог на Бавария-Мюнхен                                                       | син на Ернст       |
| Йохан IV    | 1460–1463 херцог на Бавария-Мюнхен                                                       | син на Албрехт III |
| Зигмунд     | 1460–1467 херцог на Бавария-Мюнхен след това херцог на Херцогство Бавария-Дахау          | син на Албрехт III |
| Албрехт IV  | 1465–1505 херцог на Бавария-Мюнхен след това херцог на цяла Бавария                      | син на Албрехт III |